# Anna Collin-Tobisch
Anna Maria Collin-Tobisch (* 5. Dezember 1836 in Wien; † 29. April 1902 in Velp) war eine österreichisch-niederländische Konzertsängerin, Gesangslehrerin und Chorleiterin.

## Leben
Anna Maria Tobisch wurde am 5. Dezember 1836 in Wien geboren. Sie war die Tochter des Musiklehrers Karl Tobisch und Maria Schafarzick. Am Konservatorium in Wien studierte sie Klavier bei Carl Czerny und Gesang bei Kapellmeister Heinrich Proch und der deutschen Mezzosopranistin Mathilde Marchesi-Graumann. Sie war von 1857 bis 1858 Solo-Altistin an der Kaiserlichen Oper im Theater am Kärntnertor in Wien. 1858 zog Anna Tobisch nach Amsterdam, wo sie erste Altistin der Hochdeutschen Operngesellschaft wurde. Sie heiratete ein Jahr später, am 8. November 1859 in Amsterdam den aus Bromberg stammenden Orchesterdirigenten Heinrich Robert Albrecht Collin (1832–1880). Aus der Ehe gingen drei Töchter und ein Sohn hervor.
Als Beruf wurde in ihrer Heiratsurkunde „Sängerin“ angegeben. In den Geburtsurkunden der Kinder erscheint der Beruf jedoch nicht. Anna Collin-Tobisch ist auch nach der Hochzeit weiter aufgetreten, zumeist in den Niederlanden in Filialen der Maatschappij tot Bevordering der Toonkunst, gelegentlich aber auch in Wien. Sie war spezialisiert auf Oratorien, Konzertarien und Lieder unter anderem von Hiller, Mendelssohn, Spohr, Händel, Haydn und Mozart. Neben der Sopranistin Wilhelmina Gips stand sie oft als Solistin auf der Bühne. Auch Arien und Lieder zeitgenössischer Komponisten hatte sie in ihrem Repertoire, etwa die Kantate „Die heilige Nacht“ von Niels Gade, eine Arie aus Meyerbeers „Le prophète“ und Lieder von Schumann. 1865 gab sie mit ihrem Mann Robert Collin in Groningen zwei Konzerte mit Arien aus Opern von Rossini, dem Trinklied aus Donizettis „Lucrezia Borgia“ sowie Liedern von Dessauer, Schubert und Heinze. Für ihre Auftritte erntete sie viel Anerkennung beim Publikum.
Zur Dozentin für Gesang an der Amsterdamer Musikschule der Gesellschaft zur Förderung der Musik wurde Anna Collin-Tobisch Ende 1872 ernannt. Sie wurde zu der Zeit als „berühmte Altsängerin und Gesangslehrerin“ beschrieben und erhielt für ihre Arbeit große Wertschätzung. 1873 erhielt sie vom König „eine goldene Damenuhr, reich mit Diamanten besetzt“. Sie trat ab Ende der 1870er Jahre seltener auf, jedoch gab es regelmäßige Auftritte mit ihrem Frauenchor, unter anderem am 28. April 1879 im Amsterdamer Odéon. Nach dem Tod ihres Mannes 1880 zog Anna Collin-Tobisch nach Velp. Dort war sie noch einige Zeit als Musiklehrerin tätig.
Sie starb im Alter von 65 Jahren am 29. April 1902 in Velp. Ein Jahr nach ihrem Tod wurde von Künstlerfreunden ein Denkmal an ihrem Grab errichtet. Es bestand aus einer abgestumpften Säule mit einer trauernden Frau, die in der Hand eine Leier hielt, deren Saite gerissen war. Unter ihrem Namen stand der Text: ‚Groß war dein Lied und groß dein Leid,/ Dein Leben war ein Kampf mit Nichts und Not./ Das Leid fliegt auf diesem Weg des Friedens,/ Der Kampf ist vorbei – das Lied ist stark‘.